# قاقم هایدا
قاقُم هایدا (انگلیسی: Haida ermine) گونه‌ای راسو و بومی چند جزیره در شمال غربی اقیانوس آرام، روبه‌روی کرانه‌های آمریکای شمالی است، زیستگاه آن هایدا گوای در کانادا و مجمع‌الجزایر الکساندر جنوبی در ایالت آلاسکا ایالات متحده است.